# Branca de Neve (filme de 2001)
Snow White: The Fairest of Them All (prt/bra: Branca de Neve), ou simplesmente Snow White, é um telefilme teuto-canado-estadunidense de 2001, dos gêneros drama e fantasia, dirigido por Caroline Thompson para a Hallmark Entertainment, com roteiro de Julie Hickson e da própria diretora baseado no conto de fadas Branca de Neve, recontado pelos Irmãos Grimm.

## Enredo
Após a morte da esposa, John fica sozinho para cuidar da filha do casal, a linda Branca de Neve. Desespero, John sai à procura de leite para amamentá-la, até que surge um gênio que lhe concede alguns desejos, entre eles um reino, onde habita uma invejosa madrasta da Branca de Neve, a malvada rainha Elspeth.

## Elenco
|                                     |  |  |
| Kristin Kreuk e Miranda Richardson. |  |  |

- Kristin Kreuk como Branca de Neve
- Miranda Richardson como a rainha Elspeth, a malvada madrasta da Branca de Neve
- Tom Irwin como o rei John, o pai de Branca de Neve
- Vera Farmiga como a rainha Josephine, a boa mãe de Branca de Neve
- Tyron Leitso como o príncipe Alfred
- Clancy Brown como Gênio dos desejos
- Karin Konoval como rainha Elspeth
- Michael Gilden como Segunda-feira, o anão vermelho
- Mark J. Trombino como Terça-feira, o anão laranja
- Vincent Schiavelli como Quarta-feira, o anão amarelo
- Penny Blake como Quinta-feira, o anão verde
- Martin Klebba como Sexta-feira, o anão azul
- Warwick Davis como Sábado, o anão índigo
- Michael J. Anderson como Domingo, o anão violeta
- José Zúñiga como o caçador Hector